# Fortis Championships Luxembourg 2005
Fortis Championships Luxembourg 2005 — жіночий тенісний турнір, що проходив на закритих кортах з твердим покриттям у Люксембургу (Люксембург). Належав до турнірів 2-ї категорії в рамках Туру WTA 2005. Відбувсь уп'ятнадцяте і тривав з 26 вересня до 2 жовтня 2005 року. Перша сіяна Кім Клейстерс здобула титул в одиночному розряді, свій п'ятий на цьому турнірі, й отримала 93 тис. доларів США.

## Фінальна частина

### Одиночний розряд
Кім Клейстерс —  Анна-Лена Гренефельд, 6–2, 6–4
- Для Клейстерс це був 8-й титул в одиночному розряді за сезон і 29-й — за кар'єру.

### Парний розряд
Ліза Реймонд /  Саманта Стосур —   Кара Блек /  Ренне Стаббс, 7–5, 6–1